# ТЕС Голестан
36°56′43″ пн. ш. 54°53′23″ сх. д. / 36.94528° пн. ш. 54.88972° сх. д.
ТЕС Голестан – іранська теплова електростанція на півночі країни в провінції Голестан. 
Станцію ввели в експлуатацію у 2009 році з шістьома встановленими на роботу у відкритому циклі газовими турбінами MAPNA V94.2 (ліцензійна версія турбіни, розробленої німецькою компанією Siemens) потужнісю по 162 МВт. 
В подальшому планується перетворити ТЕС на парогазову комбінованого циклу, для чого потрібно встановити 3 парові турбіни по 160 МВт (кожна з них живитиметься від двох котлів-утилізаторів, встановлених після газових турбін).
ТЕС розрахована на споживання природного газу, постачання якого здійснюється по трубопроводу Хангіран – Нека.
Видача продукції відбувається по ЛЕП, розрахованій на роботу під напругою 230 кВ.